# Modelo OA/DA

Gráfico da Oferta Agregada e Demanda Agregada

O OA-DA ou Modelo oferta agregada/demanda agregada é um modelo macroeconômico que explica o nível de preços e a produção através da relação entre a demanda agregada e a oferta agregada. Baseia-se na teoria de John Maynard Keynes apresentada em sua obra A Teoria Geral do Emprego, do Juro e da Moeda. É uma das principais representações simplificadas no campo moderno da macroeconomia e é usada por uma ampla gama de economistas, de defensores libertários monetaristas do laissez-faire, como Milton Friedman, a defensores pós-keynesianos do intervencionismo econômico, como Joan Robinson.
O modelo convencional de "oferta e demanda agregadas" é, na verdade, uma visualização keynesiana que se tornou uma imagem amplamente aceita da teoria. O modelo clássico de oferta e demanda, que é amplamente baseado na Lei de Say - que a oferta cria sua própria demanda - mostra a curva de oferta agregada como sendo vertical em todos os momentos (não apenas no longo prazo).

## Modelagem
O modelo OA-DA é usado para ilustrar o modelo keynesiano do ciclo de negócios. Os movimentos das duas curvas podem ser usados para prever os efeitos que vários eventos exógenos terão em duas variáveis: o PIB real e o nível de preços. Além disso, o modelo pode ser incorporado como um componente em qualquer de uma variedade de modelos dinâmicos (modelos de como variáveis como o nível de preços e outros evoluem ao longo do tempo). O modelo OA-DA pode ser relacionado ao modelo da Curva de Phillips de inflação de salários ou preços e desemprego. Um caso especial é uma curva OA horizontal, o que significa que o nível de preços é constante. A curva DA representa o ponto de equilíbrio no modelo IS-LM. Os dois modelos produzem os mesmos resultados com um nível de preços constante.

## Curva de demanda agregada
A curva DA (demanda agregada) é definida pela renda de equilíbrio IS-LM em diferentes níveis de preços potenciais. A curva DA inclinada para baixo é derivada do modelo IS-LM.

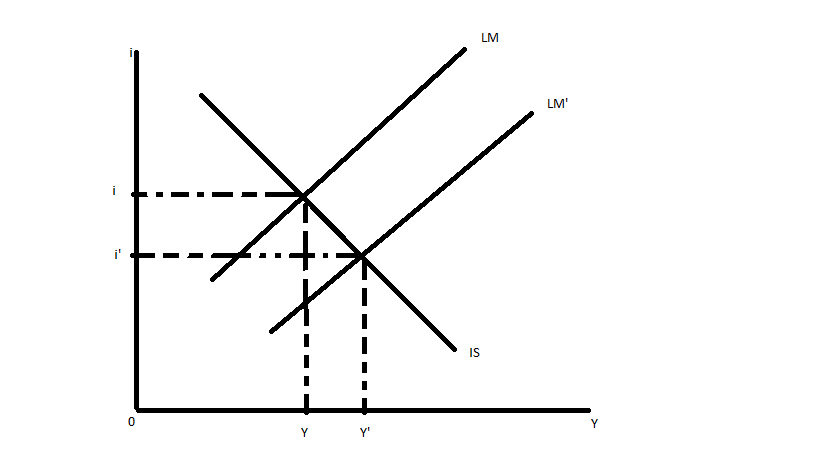
Diagrama IS–LM, com a renda real no eixo horizontal e a taxa de juros no eixo vertical.

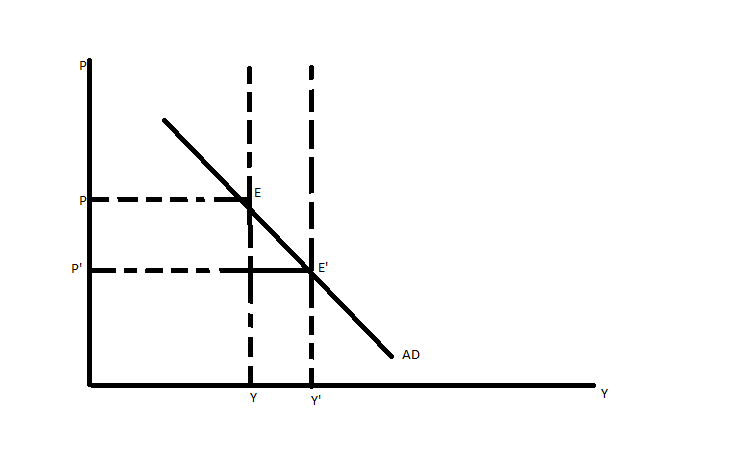
Diagrama DA-OA, com a renda real no eixo horizontal e o nível de preços no eixo vertical.

Ele mostra as combinações do nível de preços e nível da produto nas quais os mercados de bens e ativos estão simultaneamente em equilíbrio. A figura acima mostra as curvas IS e LM, onde a curva LM se desloca para baixo, para a direita, para LM' e, assim, muda o novo equilíbrio para E', onde ambos os bens e o mercado monetário são eliminados. Agora, o novo nível de produção Y' corresponde ao menor nível de preço P'. Assim, uma redução no preço, que é mostrada na figura, leva a um aumento no equilíbrio e no gasto.
A equação para a curva DA em termos gerais, é:
{\displaystyle Y=Y^{d}({\tfrac {M}{P}},G,T,Z_{1})}
Onde Y é o PIB real, M é a oferta monetária nominal, P é o nível de preços, G é gasto governamental real, T é um componente exógeno de impostos reais cobrados e Z1 é um vetor de outras variáveis exógenas que afetam a localização da curva IS (influência exógena em qualquer componente dos gastos) ou a curva LM (influência exógena na demanda por moeda). A oferta monetária real tem um efeito positivo sobre a demanda agregada, assim como os gastos reais do governo (o que significa que quando a variável independente muda em uma direção, a demanda agregada muda na mesma direção); o componente exógeno dos impostos tem um efeito negativo sobre ele.

## Inclinação da curva DA
A inclinação da curva DA reflete a extensão em que os saldos reais alteram o nível de equilíbrio dos gastos, considerando os mercados de ativos e bens. Um aumento nos saldos reais levará a um aumento maior na renda e nos gastos de equilíbrio, quanto menor a capacidade de resposta dos juros da demanda por moeda e maior a capacidade de resposta dos juros da demanda de investimento. Um aumento nos saldos reais leva a um nível maior de renda e gastos, quanto maior o valor do multiplicador e menor a resposta de renda da demanda por moeda.
Isto implica que: A curva DA é mais horizontal quanto menor é a capacidade de resposta dos juros da demanda por dinheiro e maior é a capacidade de resposta dos juros da demanda de investimento. Além disso, a curva DA é mais horizontal, quanto maior é o multiplicador e maior a capacidade de resposta da demanda por dinheiro.

## Efeito da expansão monetária na curva DA

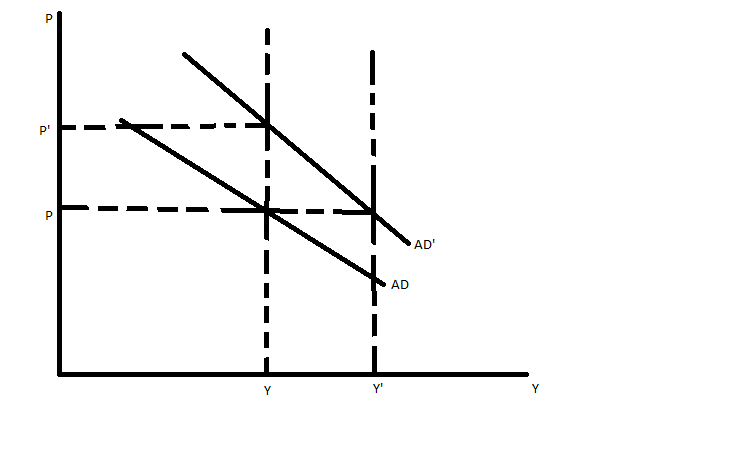
A curva da demanda agregada se desloca para a direita no caso de uma expansão monetária.

Um aumento no estoque monetário nominal leva a um estoque de dinheiro real mais alto em cada nível de preços. No mercado de ativos, a queda nas taxas de juros induz o público a manter saldos reais mais altos. Estimula a demanda agregada e, assim, aumenta o nível de equilíbrio de renda e gastos. Assim, como podemos ver no diagrama, a curva de demanda agregada se desloca para a direita no caso de uma expansão monetária.

## Curva de oferta agregada
A curva de oferta agregada pode refletir o equilíbrio ou o desequilíbrio do mercado de trabalho. Em ambos os casos, mostra a quantidade de produção fornecida pelas empresas em vários níveis de preços potenciais. A curva de oferta agregada (curva OA) descreve, para cada nível de preços determinado, a quantidade de produto que as empresas planejam fornecer.
A curva de oferta agregada keynesiana mostra que a curva OA é significativamente horizontal, implicando que a empresa fornecerá qualquer quantidade de bens demandada em um determinado nível de preços durante uma depressão econômica. A ideia por trás disso é a de que porque há desemprego, as empresas podem prontamente obter tanto trabalho quanto quiserem, e a produção pode aumentar sem custos adicionais (por exemplo, as máquinas estão ociosas e podem ser simplesmente ligadas). Os custos médios de produção das empresas, portanto, são assumidos como não mudando à medida que o nível de produção muda. Isso fornece uma justificativa para o apoio dos keynesianos à intervenção governamental. A produção total de uma economia pode diminuir sem que o nível de preços caia; esse fato, em conjunto com a crença keynesiana de que os salários são inflexíveis para baixo, esclarece a necessidade de estímulo do governo. Como os salários não podem ajustar-se rapidamente o suficiente para que a oferta agregada se desloque para fora e melhore a produção total, o governo deve intervir para alcançar esse resultado. No entanto, a curva de oferta agregada keynesiana também contém uma região normalmente inclinada para cima, onde a oferta agregada responde de acordo com as mudanças no nível de preços. A inclinação ascendente é devida à lei de retornos decrescentes, à medida que as empresas aumentam a produção, o que indica que ela se tornará marginalmente mais cara para alcançar o mesmo nível de melhoria na capacidade produtiva à medida que as empresas crescem. É também devido à escassez de recursos naturais, cuja raridade faz com que o aumento da produção também se torne mais caro. A inclinação vertical da curva keynesiana corresponde ao limite físico da economia, onde é impossível aumentar a produção.
A curva de oferta agregada clássica compreende uma curva de oferta agregada de curto prazo e uma curva de oferta agregada de longo prazo vertical. A curva de curto prazo visualiza a produção total planejada de bens e serviços na economia em um determinado nível de preços. O "curto prazo" é definido como o período durante o qual somente os bons preços finais se ajustam e os custos de fator, ou entrada, não. O "longo prazo" é o período após o qual os preços dos fatores podem se ajustar de acordo. A curva de oferta agregada de curto prazo tem uma inclinação ascendente pelas mesmas razões que a curva keynesiana de OA tem uma: a lei dos retornos decrescentes e a escassez de recursos. A curva de oferta agregada de longo prazo é vertical porque os preços dos fatores serão ajustados. Os preços dos fatores aumentam se produzirem em um ponto além da produção de pleno emprego, deslocando a oferta agregada de curto prazo para dentro, de modo que o equilíbrio ocorra em algum ponto da produção de pleno emprego. Os monetaristas argumentaram que as políticas expansionistas do lado da demanda, favorecidas pelos economistas keynesianos, são apenas inflacionárias. À medida que a curva de demanda agregada é deslocada para fora, o nível geral de preços aumenta. Esse aumento do nível de preços faz com que as famílias, ou os proprietários dos fatores de produção, exijam preços mais altos para seus bens e serviços. A conseqüência disso é o aumento dos custos de produção para as empresas, fazendo com que a demanda agregada de curto prazo retorne para dentro. O resultado final teórico é a inflação.
O modelo mainstream OA-DA contém tanto uma curva de oferta agregada de longo prazo (OALP) quanto uma curva de oferta agregada de curto prazo (OACP) combinando essencialmente os modelos clássico e keynesiano. No curto prazo, os salários e outros preços dos recursos são rígidos e lentos para se ajustarem aos novos níveis de preços. Isso induz a OACP inclinar-se para cima. No longo prazo, os preços dos recursos se ajustam ao nível dos preços, trazendo a economia de volta a uma produção de pleno emprego; ao longo da vertical OALP.

### Mudanças na curva de oferta agregada
Tanto o modelo keynesiano (no qual não há curva de oferta agregada de longo prazo) quanto o modelo clássico (no caso da curva de oferta agregada de curto prazo), são afetado pelos mesmos determinantes. Quaisquer eventos que resultem em uma mudança nos custos de produção, desloca as curvas para fora ou para dentro, se os custos de produção forem diminuídos ou aumentados, respectivamente. Alguns fatores que afetam os custos de produção de curto prazo incluem: impostos e subsídios, preço do trabalho (salários) e preço das matérias-primas. Esses fatores mudam as curvas de curto prazo exclusivamente. Mudanças na quantidade e qualidade da mão-de-obra e do capital afetam tanto as curvas de longo prazo quanto as de curto prazo. Uma quantidade maior de trabalho ou capital corresponde a um preço menor para ambos. Uma maior qualidade em trabalho ou capital corresponde a uma maior produção por trabalhador ou máquina.
A curva de oferta agregada de longo prazo do modelo clássico é afetada por eventos que afetam o produto potencial da economia. Fatores giram em torno de mudanças na qualidade e quantidade de fatores de produção.

## Política fiscal e monetária nos modelos Clássico e Keynesiano
Caso Keynesiano: Se houver uma expansão fiscal, ou seja, se houver um aumento nos gastos do governo ou um corte nos impostos, a curva DA será deslocada para a direita. A mudança implicaria, então, em um aumento na produção e no emprego de equilíbrio.
No caso Clássico, a curva OA é vertical no nível de pleno emprego da produção. As empresas fornecerão o nível de equilíbrio da produção, qualquer que seja o nível de preços.
Agora, a expansão fiscal desloca a curva DA para a direita, levando a um aumento na demanda por bens, mas as empresas não podem aumentar a produção, pois não há força de trabalho que possa ser obtida. À medida que as empresas tentam contratar mais mão-de-obra, elas aumentam os salários e os custos de produção e, assim, cobram preços mais altos pela produção. O aumento dos preços reduz o estoque real de dinheiro e leva a um aumento nas taxas de juros e redução nos gastos.
A equação da curva de oferta agregada em termos gerais para o caso de excesso de oferta no mercado de trabalho, denominada curva de oferta agregada de curto prazo, é:
{\displaystyle Y=Y^{s}(W/P,\ \ P/P^{e},\ \ Z_{2})}
Onde W é a taxa de salário nominal (exógena devido à rigidez no curto prazo), Pe é a expectativa do nível de preços esperado e Z2 é um vetor de variáveis exógenas que podem afetar a posição da curva de demanda de mão de obra capital social ou o estado atual do conhecimento tecnológico). O salário real tem um efeito negativo sobre o emprego de mão-de-obra das empresas e, portanto, sobre a oferta agregada. O nível de preços em relação ao seu nível esperado tem um efeito positivo sobre a oferta agregada, devido aos erros das empresas nos planos de produção, devido a previsões equivocadas dos preços.
A curva de oferta agregada de longo prazo não se refere a um período de tempo no qual o estoque de capital é livre para ser definido de forma ideal (como seria a terminologia na teoria microeconômica da firma), mas a um período no qual os salários são livres para se ajustar a fim de equilibrar o mercado de trabalho e em que as antecipações de preços são precisas. Nesse caso, a taxa de salário nominal é endógena e, portanto, não aparece como uma variável independente na equação de oferta agregada. A equação de oferta agregada de longo prazo é simplesmente:
{\displaystyle Y=Y^{s}(Z_{2})}
e é vertical no nível de pleno emprego da produção. Nesse caso de longo prazo, o Z2 também inclui fatores que afetam a posição da curva da oferta de mão-de-obra (como população), já que no equilíbrio do mercado de trabalho a localização da oferta de mão-de-obra afeta o resultado do mercado de trabalho.

## Deslocamentos da demanda agregada e oferta agregada
A seguir, são resumidos os eventos exógenos que poderiam deslocar a curva de oferta agregada ou demanda agregada para a direita. Eventos exógenos que acontecem na direção oposta mudariam a curva relevante na direção oposta.

### Deslocamentos da demanda agregada
Os seguintes eventos exógenos mudariam a curva de demanda agregada para a direita. Como resultado, o nível de preços subiria. Além disso, se o período de tempo da análise for a curto prazo, então a curva de oferta agregada é inclinada para cima em vez de vertical, a saída real aumentaria; mas, a longo prazo, com a oferta agregada vertical no pleno emprego, a produção real permaneceria inalterada.
Movimentos de demanda agregada à direita que emana da curva IS:
- Aumento exógeno nos gastos dos consumidores;
- Aumento exógeno nas gastos de investimento em capital físico;
- Aumento exógeno na intenção de aumento de estoques;
- Aumento exógeno nos gastos do governo em bens e serviços;
- Aumento exógeno na transferência de renda do governo para o povo;
- Aumento exógeno nas compras das exportações do país por pessoas de outros países;
- Redução exógena nos impostos incidentes;
- Redução exógena nas importações de outros países.

Deslocamentos de demanda agregada para a direita que se originam da curva LM:
- Um aumento exógeno na oferta monetária nominal
- Um aumento exógeno na demanda por oferta monetária, ou seja, preferência pela liquidez

### Mudanças na oferta agregada
Os seguintes eventos exógenos mudariam a curva de oferta agregada de curto prazo para a direita. Como resultado, o nível de preços cairia e o PIB real aumentaria.
- Um decréscimo exógeno na taxa de salário
- Um aumento no estoque de capital físico
- Progresso tecnológico - melhorias em nosso conhecimento sobre como transformar capital e trabalho em produção

Os eventos a seguir mudariam a curva de oferta agregada de longo prazo para a direita:
- Um aumento na população
- Um aumento no estoque de capital físico
- Progresso tecnológico

### Dinâmica de Transição
- O movimento de volta ao estado estacionário é mais rápido quando a economia está mais distante do seu estado estacionário.
- Isso significa que, como a oferta agregada é impactada pelos fatores de produção, ela se afasta de seu estado estacionário. Em resposta, a oferta retornará lentamente ao equilíbrio do estado estacionário, primeiro com uma grande reação e, consequentemente, reações menores até atingir o estado estacionário. As reações de volta ao equilíbrio são maiores quando mais distantes do estado estacionário, e se tornam menores quando se aproximam do equilíbrio.

Por exemplo, um aumento de choque no preço do petróleo é sentido pelos produtores como um aumento nos fatores de produção. Isso desloca a curva de oferta para cima, aumentando a inflação esperada. Isso retarda o ajuste da curva OA de volta ao seu estado estacionário. À medida que a inflação diminui lentamente, a OA também se curva de volta ao seu estado estacionário.

## Monetarismo
A moderna teoria quantitativa afirma que o nível de preços é diretamente afetado pela quantidade de moeda. Milton Friedman é o reconhecido líder intelectual de um influente grupo de economistas, chamados monetaristas, que enfatizam o papel do dinheiro e da política monetária em afetar o comportamento da produção e dos preços. A moderna teoria quantitativa também discorda da estrita teoria quantitativa ao não acreditar que a curva de oferta seja vertical no curto prazo. Assim, Friedman e outros monetaristas fizeram uma importante distinção entre os efeitos de curto prazo e longo prazo das mudanças no dinheiro. Eles disseram que, a longo prazo, o dinheiro é mais ou menos neutro. Mudanças no estoque monetário nominal não têm efeitos reais e apenas alteram os preços. Mas no curto prazo, eles argumentam que a política monetária e as mudanças no estoque de moeda podem ter efeitos reais importantes.

## Leitura complementar
- Blanchard, Olivier. Macroeconomics. [S.l.: s.n.] ISBN 0-13-186026-7
- «Keynesian Theory and the Aggregate-Supply/Aggregate-Demand Framework: A Defense». Eastern Economic Journal. 22
- Dutt, Amitava K.; Skott, Peter. «Keynesian Theory and the AD-AS Framework: A Reconsideration». Quantitative and Empirical Analysis of Nonlinear Dynamic Macromodels. Col: Contributions to Economic Analysis. 277. [S.l.: s.n.] doi:10.1016/S0573-8555(05)77006-1
- Mankiw, N. Gregory. Macroeconomics. [S.l.: s.n.] ISBN 0-7167-6213-7
- «Keynesian Theory and AS/AD Analysis». Eastern Economic Journal. 23. JSTOR 40325806